# Стажери (повість)
Стажери (рос. Стажёры), інша назва Повинен жити (рос. Должен жить) — третя книга умовного Передполудневого циклу братів Стругацьких. Написана в 1961 році, вперше опублікована в 1962 році. Скорочений варіант роману у вигляді повісті друкувався в альманаху «Світ пригод» (рос. «Мир приключений»), а окремі глави — у журналі «Шукач». Перекладений англійською, німецькою, французькою, литовською, чеською, польською та сербською мовами.

## Сюжет
Сюжет повісті розпочинається з подій на міжнародному ракетодромі Мірза-Чарле в Середній Азії. Юру Бородіна, молодого вакуум-зварника, що відстав від групи своїх колег, які полетіли на Рею, бере на борт свого корабля капітан Олексій Биков. Команда друзів і колег, серед яких навігатор Михайло Крутіков та бортінженер Іван Жилін, на шляху до Сатурна відвідують ряд космічних баз, які перевіряє ще один член екіпажу, старий друг Бикова генеральний інспектор МУКСу (Міжнародного управління міжпланетних сполучень) Володимир Юрковський. Космонавтів чекає багато пригод на базі смерть-планетників, промисловому підприємстві західної фірми у поясі астероїдів, під час рейду проти марсіанських «п'явок» та з'ясування істини у непростій морально-психологічній ситуації, що склалася на одній космічній обсерваторії. Закінчується повість драматичними подіями в кільцях Сатурна.

## Проблематика
Повість має яскраво виражений оптимістичний та гуманістичний посил. Зі сторінок твору постає віра авторів у Людину, її моральну велич.
Чільне місце займає проблема обивательства. Автори критикують міщанство, яке ще залишається у Передполудневому світі. У недалекому майбутньому зберігаються острівці капіталізму, відомо, зокрема, що у США панує ринкова економіка, проте вже немає великих корпорацій та монополій. У сюжетних поворотах протиставляються два типи людей — люди комунізму і обмежені міщани. Викриваються примітивні життєві орієнтири міщанина, споживацтво.
Символічною є назва повісті. Стажером виступає не лише Юра Бородін, що є ним у буквальному розумінні, а й усі персонажі, вже знайомі читачам за попередніми творами циклу. Усі вони складають іспит на звання Людини.

## Цікаві факти
- У характерній для багатьох пізніших творів братів Стругацьких манері повість містить сюжетні натяки, прямо не розшифровані у тексті твору. Автори не пояснили, хто будував стару базу на Марсі і чому марсіанські п'явки з такою завзятістю нападали на людей, нез'ясованою також залишилася природа об'єктів явно штучного походження у кільцях Сатурна.
- 4 жовтня 1962 року була здійснена спроба екранізації глави «Злиденні духом» із повісті «Стажери» в рамках телепередачі для молоді Горьковського телебачення. В передачі брав участь Аркадій Стругацький[3]. Про телеспектакль наразі майже нічого не відомо, проте збереглися фотографії зі знімального майданчика[4].

## Перші видання твору
1. Стругацкий, А., Страцкий, Б. Должен жить (фантастическая повесть, иллюстрации Ю. Макарова) // Мир приключений. — М.: Детгиз, 1962. — С. 39-103.
2. Аркадий и Борис Стругацкие. Генеральный инспектор (Две главы из повести «Стажёры», иллюстрации Н. Гришина), 2-я стр. обложки // Искатель. — 1962. — № 2. — С. 1-30.
3. Аркадий Стргацкий, Борис Стругацкий. Стажеры (научно-фантастическая повесть). — М.: Молодая гвардия, 1962. — С. 3-254.